# Touch (Delirious?)
Touch is een album van Delirious? dat in 2002 uit kwam. Het is de Amerikaanse versie van het album Audio Lessonover?, dat een jaar eerder uitkwam in Groot-Brittannië.
Veel Delirious albums hebben een versie met een speciale verpakking. Zo had dit album een warmte gevoelige hoes. Als de hoes warm werd liet deze een foto van de band zien. Het was de bedoeling dat dit in verband werd gebracht met de titel van het album, namelijk dat de foto zichtbaar werd door aanraking. Al snel kwamen er echter al verhalen van fans die de hoes in de magnetron opgewarmd hadden, met alle gevolgen van dien.

## Nummers
1. Touch - 4:58
2. Love Is The Compass - 3:29
3. Fire - 3:34
4. Alien - 4:19
5. Angel In Disguise - 4:29
6. Rollercoaster - 3:46
7. Show Me Heaven - 3:24
8. Take Me Away - 3:22
9. Waiting For The Summer - 3:24
10. Stealing Time - 7:52